# Латорре, Диего
Диего Фернандо Латорре (исп. Diego Fernando Latorre; род. 4 августа 1969[…], Буэнос-Айрес) — аргентинский футболист, нападающий.

## Карьера
Дебют за «Бока Хуниорс» состоялся 18 октября 1987 года в матче против «Платенсе», в котором также отличился забитым голом. В 1991 году помог клубу стать чемпионом Аргентины.
В 1992 году он перешёл в итальянский клуб «Фиорентина», где играл его напарник по сборной — Габриэль Батистута. В то время как Батистута в конечном итоге стал одним из великих футболистов «фиалок», Латторе провёл только 2 матча и в 1993 году перешёл в испанский «Тенерифе». За новый клуб Латторе сыграл 69 матчей и забил 15 голов. Сезон 1995/96 Диего провёл в «Саламанке». В 1996 году вернулся в «Бока Хуниорс». Он также играл за «Расинг (Авельянеда)» и «Росарио Сентраль». Позже он играл в Мексике и Гватемале. В 2006 году завершил карьеру.

### Гол за сборную
| #  | Дата         | Место                                | Соперник | Счёт | Результат | Турнир  |
| -- | ------------ | ------------------------------------ | -------- | ---- | --------- | ------- |
| 1. | 14 июля 1991 | Национальный стадион, Сантьяго, Чили | Перу     | 1-0  | 3-2       | КА 1991 |

## Достижения

### Командные
«Бока Хуниорс»
- Обладатель Суперкубка Либертадорес: 1989
- Чемпион Рекопы Южной Америки: 1990

Аргентина
- Обладатель Кубка Америки: 1991

### Индивидуальные
- Лучший бомбардир чемпионата Аргентины: 1992 (9 голов)